# Канищев, Александр Васильевич
Алекса́ндр Васи́льевич Кани́щев (8 мая 1960, Ленинград, СССР) — советский футболист, играл за рижскую «Даугаву» и «Зенит» из Ленинграда. В настоящее время — предприниматель, спортивный обозреватель и президент фонда «Зенит-84».

## Карьера
Первые семь лет в футболе прошли в Ленинграде, где он играл за «Динамо» во второй лиге.
В 1982 году Янис Скределис пригласил его в ФК «Даугава». В 1986 и 1987 годах Канищев играл в «Зените». 30 сентября 1987 года проходил матч «Зенита» против бельгийского клуба «Брюгге» в рамках Кубка УЕФА. Канищев вышел на замену в конце матча, а его команда проиграла со счётом 0:5.
В 1988 году он вернулся в «Даугаву». Свой последний сезон в СССР он провёл за харьковский «Металлист» в 1990 году.
За 3 сезона в высшей лиге он сыграл 55 матчей и забил 5 голов, в первой лиге, играя за рижскую «Даугаву», появился на поле 221 раз и забил 37 голов.
Потом приглашён в польский клуб «Погонь» из города Щецин, где он, став одним из лидеров, помог команде подняться на верхние места в турнирной таблице, и в последующем команда смогла подняться в высший дивизион Польши. После «Погони» перешёл в клуб «Легия». Через полгода получил серьёзную травму колена, долго лечился и вскоре решил завершить карьеру футболиста.